# Oncocnemis rhodophaea
Oncocnemis rhodophaea är en fjärilsart som beskrevs av Ebert 1978. Oncocnemis rhodophaea ingår i släktet Oncocnemis och familjen nattflyn. Inga underarter finns listade i Catalogue of Life.